# Скумін Віктор Андрійович
Скумін Віктор Андрійович (30 серпня 1948 року, Пензенська область, РРФСР, СРСР) — доктор медичних наук, професор педагогіки і психології, громадський діяч, президент-засновник Міжнародного громадського руху «До здоров’я через культуру».
В 1978 році описав захворювання, яке згодом дістало назву синдром Скуміна, в 1986 році описав синдром невротичного фантома соматичної хвороби. Автор реабілітаційних програм, методики медитаційного тренінгу. Відомий також як автор численних публікацій (багато з них — в українських виданнях) з питань культури здоров'я, йоги, профілактики та лікування різноманітних захворювань, пропагування здорового способу життя.

## Біографія
Віктор Андрійович Скумін народився 30 серпня 1948 року в Радянському Союзі на території Пензенської області РРФСР в сім'ї військовослужбовця. Батько — Скумін Андрій Никифорович. Мати — Скуміна Марія Іванівна. В дитинстві Віктору Скуміну, у зв'язку з численними переїздами по місцю несення служби батька, довелося проживати в різних містах, навчатися в різних навчальних закладах.

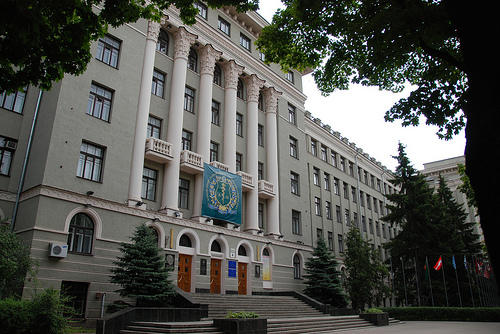
Харківський національний медичний університет

В 1973 році Віктор Скумін закінчив з відзнакою Харківський національний медичний університет. Потім навчався в клінічній ординатурі в місті Києві в академіка Миколи Амосова — відомого прихильника здорового способу життя, а також в заочній аспірантурі на кафедрі психотерапії Українського інституту удосконалення лікарів.
Після завершення навчання працював в Київському науково-дослідному інституті серцево-судинної хірургії, Харківській медичній академії післядипломної освіти, Харківському державному інституті культури та Міжнародному громадському Русі «До Здоров'я через Культуру».

## Науково-педагогічна діяльність

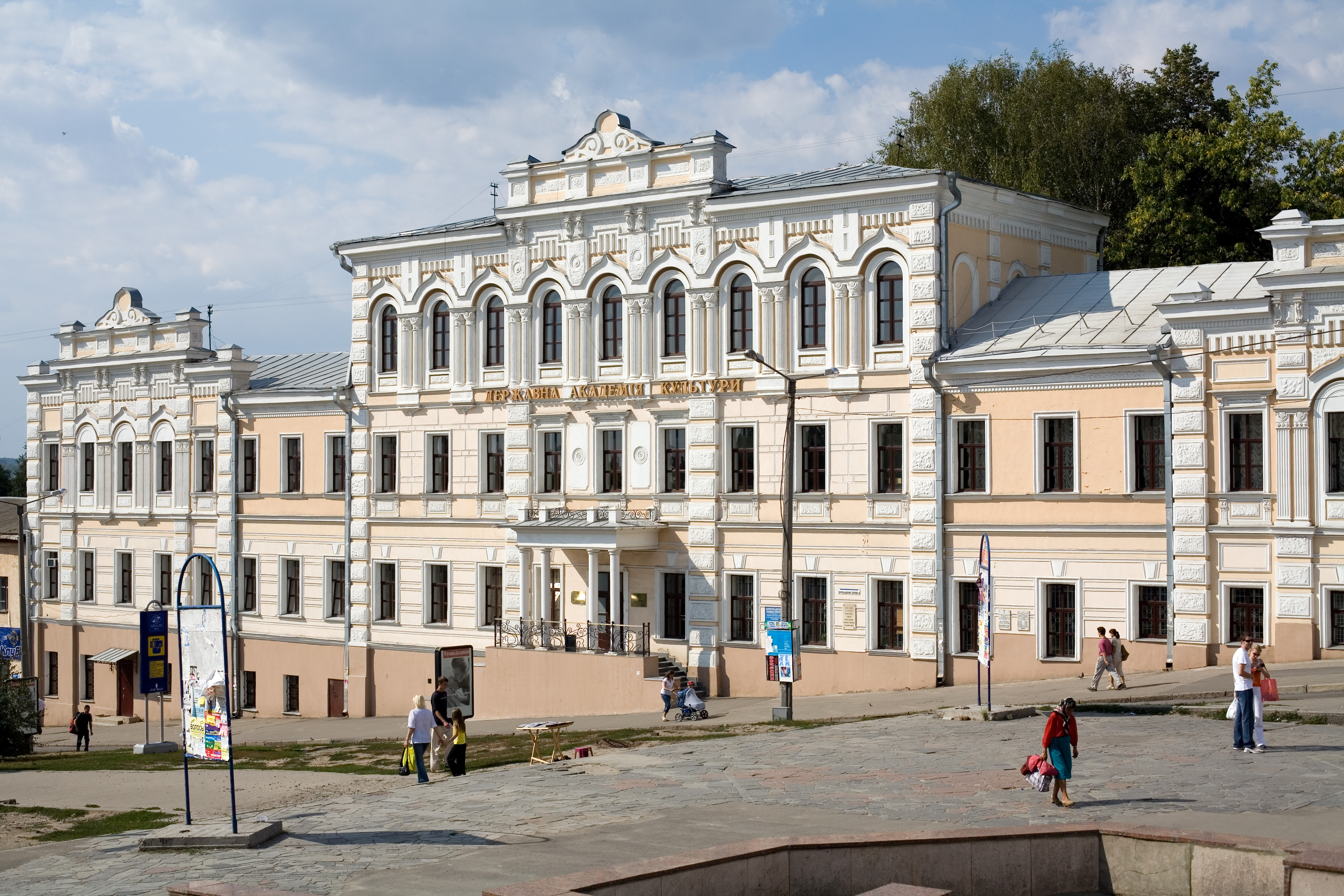
Харківська державна академія культури

В 1976—1980 роках В. А. Скумін працював в Київському НДІ серцевої хірургії. На підставі ґрунтовного наукового дослідження у 1978 році під назвою «кардіопротезного психопатологічного синдрому» описав хворобу, яка згодом дістала назву Синдром Скуміна.
В. А. Скумін вперше у світовій науці вивчив етіологію, патогенез, клінічну картину цієї хвороби, розробив методи її діагностування, лікування, профілактики, ефективну систему реабілітаційних заходів, програму прищеплення основ культури здоров'я даній когорті населення.
В 1980 році В. А. Скумін був обраний за конкурсом на посаду асистента кафедри психотерапії Українського інституту вдосконалення лікарів. В 1980 році захистив у м. Харкові дисертацію на здобуття наукового ступеня кандидата медичних наук на тему «Психотерапія і психопрофілактика в системі реабілітації хворих з протезами клапанів серця». Робота була виконана в клініці серцевої хірургії Київського ордена Трудового Червоного Прапора Науково-дослідного інституту туберкульозу і грудної хірургії ім. акад. Ф. Г. Яновського та на кафедрі психотерапії Українського інституту вдосконалення лікарів. Відгук провідної організації на кандидатську дисертацію, згідно з записом в авторефераті, надійшов з Центрального ордена Леніна Інституту вдосконалення лікарів (Російська медична академія післядипломної освіти). Підписав відгук його Заслужений діяч науки РРФСР професор В. Е. Рожнов.
В 1988 році В. А. Скумін захистив дисертацію на здобуття наукового ступеня доктора медичних наук на тему «Пограничні психічні розлади у дітей та підлітків з хронічними захворюваннями травної системи (клініка, систематика, лікування, психопрофілактика).» Захист відбувався у Всесоюзному інституті загальної і судової психіатрії ім. В. П. Сербського. Згідно з записом в авторефераті, вченим секретарем ради була Т. Б. Дмітрієва, а офіційним опонентом — В. Е. Рожнов. Провідна організація, яка надала відгук на докторську дисертацію, — Ленінградський науково-дослідний психоневрологічний інститут ім. В. М. Бехтєрєва. Відгук підписав Заслужений діяч науки Російської Федерації професор А. Е. Лічко.
З 1990 року В. А. Скумін працював в Харківському державному інституті культури на посаді професора кафедри педагогіки і психології. Розробив та вніс в програми підготовки соціальних педагогів курс «Виховання культури здоров'я» при активному сприянні ректора цього закладу академіка В. М. Шейка.
В публікації (2012), присвяченій аналізу сучасних підходів до вивчення феномену культури здоров'я сказано:

| «Згідно з концепцією вчення про культуру здоров'я, запропонованою В. А. Скуміним (2002), духовна, психічна, фізична культура визначають стан здоров'я людини. А здоров'я — духовне, психічне, фізичне — є передумовою досягнення більш високого рівня культури.» |
Суть концептуальної моделі вчення Скуміна про культуру здоров'я розкривається в статті з обґрунтування світоглядного аспекту виховання культури здоров'я у студентів спеціальної медичної групи університету:

| «Професор В. Скумін наголошує на тому, що культуру здоров'я слід розглядати як невід'ємну складову культури духовно-моральної, культури праці і відпочинку, культури особистості і культури взаємовідносин. На думку вченого, культура здоров'я — це не тільки механічний зв'язок двох понять, але синтез, який створює нову якість, новий особливий зміст. Вона розглядається ним як інтегральна сфера знання, яка розроблює і вирішує теоретичні і практичні задачі гармонічного розвитку духовних, психічних, фізичних сил людини, формування оптимального біосоціального оточення, яке забезпечує вищий рівень життєтворчості… Таким чином, В. Скумін не тільки підкреслює те, що культура здоров'я — це окреме самостійне поняття, яке створює новий зміст, але і підкреслює її задачу, що полягає перш за все в розвитку духовних, психічних, фізичних сил людини.» |
На думку доктора педагогічних наук, спеціаліста в сфері теорії і практики культури здоров'я В. П. Горащука, В. Скумін розробляв проблеми, пов'язані з культурою здоров'я, в контексті філософії М. К. Реріха.
Міжнародна газета «The Epoch Times», що видається послідовниками Фалунь Дафа та веде вебсайти 35 мовами, включаючи українську, повідомила у 2022 році про участь В. А. Скуміна в психологічних експериментах з рослинами.

## Громадська діяльність

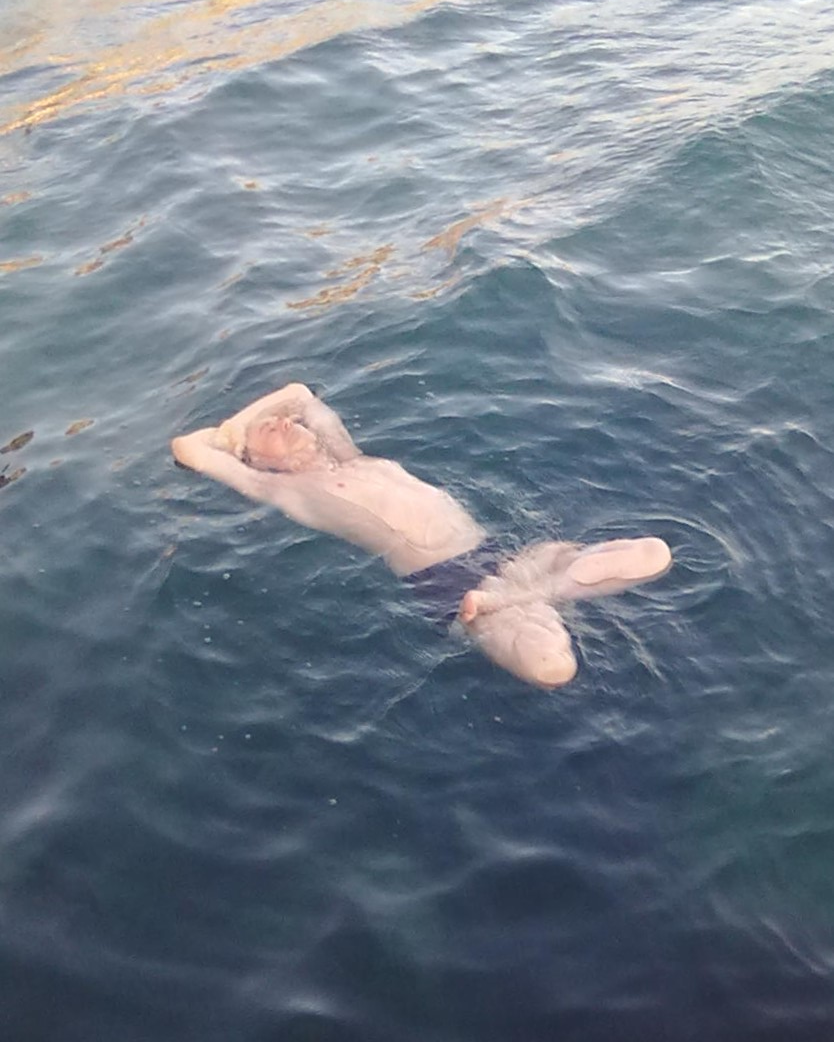
Падмаматсьясана. В. А. Скумін у віці 72 роки

В 1994 році професор В. А. Скумін був вибраний на посаду президента Міжнародного громадського руху «До здоров'я через культуру» (англ. The World Organisation of Culture of Health).

Організація здійснює діяльність згідно із зареєстрованим в Міністерстві юстиції Російської Федерації статутом, згідно з яким це 
|  | масове громадське об'єднання, створене на добровільних і рівноправних засадах представниками різних країн та народів, спрямованих до вивчення і втілення в життя Культури Здоров’я, розвитку на даній основі наукової, художньої, технічної та іншої творчості, проведення культурно-просвітницької, оздоровчої, лікувально-профілактичної, навчально-методичної роботи, гуманістичному вихованню, формуванню здорового способу життя, охороні природних і культурних цінностей, розширенню міжнародного співробітництва, зміцненню миру і дружби між народами. Президентом-Засновником Руху, його духовним наставником є доктор медичних наук, професор Скумін Віктор Андрійович, засновник Вчення Культури Здоров’я. |

Видавництвом Руху видаються книги в серіях «Навчальна література», «Вибрані лекції професора В. А. Скуміна», «Основи культури здоров'я», «Класична спадщина», «Учителі життя», «Творчість учасників руху „До здоров'я через культуру“», а також журнал «До здоров'я через культуру».
В 2007 році за ініціативою і при участі професора В. А. Скуміна в місті Ялта (Автономна Республіка Крим) була створена громадська організація «Інститут Культури Здоров'я».

## Доповіді на з'їздах і конференціях
- Організаційна структура психотерапевтичної допомоги в хірургії набутих пороків серця в аспекті задач реабілітації. — В кн.: VI з'їзд невропатологів і психіатрів Української РСР: Тез. доп. — Харків, 1978. — с. 54-55.
- Значення і особливості психотерапевтичної тактики в передопераційній підготовці хворих до протезування клапанів серця. — В кн.: Матеріали міжобласної науково-практичної конференції по неврозам і неврозоподібним станам. — Кострома, 1978. — с. 97-100. [Архівовано 2 березня 2017 у Wayback Machine.]
- Деякі особливості нервово-психічної сфери у хворих з протезами клапанів серця. — В кн.: Вдосконалення хірургічного лікування пороків серця: Тез. доп. конф. — Київ, 1978. — с. 41-43  [Архівовано 27 лютого 2017 у Wayback Machine.]
- До проблеми психологічної реабілітації хворих з штучними клапанами серця. — В кн.: Вдосконалення хірургічного лікування пороків серця: Тез. доп. конф. — Київ, 1978. — с. 38-41. [Архівовано 27 лютого 2017 у Wayback Machine.]
- Стан інтелектуально-мнестичних функцій у хворих з набутими пороками серця до і після операції * В кн.: Ішемічна хвороба серця. Некоронарні враження міокарду. Актуальні проблеми кардіохірургії // І з'їзд кардіологів Української РСР: Тез. доп. — Київ, 1978. — с. 288.
- Про соціально-трудову і психологічну адаптацію хворих з ревматичними пороками серця, які перенесли кардіохірургічну операцію. — В кн.: Процеси адаптації і компенсації в кардіології // Пленум Правління Українського наукового кардіологічного товариства: Тез. доп. — Львів, 1979. — с. 75-77.
- Психологічні аспекти реабілітації хворих, яких прооперовано з приводу набутих пороків серця. — В кн.: Реабілітація при ІХС і пороках серця: Тез. доп. — Горький, 1980. — с. 136—138.
- Вегетативні порушення в структурі кардіопротезного психопатологічного синдрому. — В кн.: Центральна регуляція вегетативних функцій // Матеріали IV наукової конференції ЦНДЛ Тбіліського ГІУВ МОЗ СРСР. — Тбілісі, 1980. — с. 41-42.
- Досвід підвищення кваліфікації медичного персоналу дитячих закладів у сфері психопрофілактики і психогігієни // Медикосоціальні аспекти розвитку і виховання здорової дитини: Тез. доп. Всесоюз. конф. — Москва, 1983. — с. 192—193.
- Психотерапія в комплексі реабілітації дітей з хронічними захворюваннями травної системи: Тез. доп. ХІІ з'їзду педіатрів Естонської РСР. Т. 2. — Талін, 1985. — с. 102—103 /в співавт./. [Архівовано 3 березня 2017 у Wayback Machine.]
- Патоморфоз загальних неврозів при хронічних хворобах травної системи у дітей і підлітків // Неврози у дітей і підлітків: Тез. доп. Всесоюз. конф. — Москва, 1986. — с. 161—164.
- До питання забезпечення психотерапевтичної допомоги дітям в медичних закладах непсихіатричного профілю // Науково-технічний прогрес в медицині і фундаментальні проблеми біології: Тез. доп. — Харків, 1986. — с. 377—379.
- Психологічні аспекти вдосконалення терапевтичної допомоги підліткам з хронічними хворобами органів травлення // Всесоюзний з'їзд терапевтів. 19-й: Тез. доп. Т. 2. — Москва, 1987. — с. 281.
- Сучасна психотерапія і Агні Йога // Ювілейна науково-практична конференція, присвячена 25-річчю Харківського науково-медичного товариства психотерапевтів: Аннотована програма. — Харків, 1983. — с. 7-8.
- Вчення Живої Етики (Агні Йоги) і сучасні тенденції в психотерапії // Перша Всесоюзна науково-практична конференція: «Йога: проблеми оздоровлення і самовдосконалення людини». — Москва, 1989.
- Оздоровчі можливості психофізичних вправ йоги в похилому віці (в співав.) // Перша Всесоюзна науково-практична конференція: «Йога: проблеми оздоровлення и самовдосконалення людини». — Москва, 1989.
- Заклади відпочинку як школа здорового способу життя // Нове в психотерапії і немедикаментозному лікуванні хворих на курорті: Аннотована програма обласної науково-практичної конференції. — Харків, 1990. — с. 45-46.

## Основні публікації
- The European Library: Віктор Скумін [Архівовано 4 листопада 2018 у Wayback Machine.]
- РГБ. Архів оригіналу за 18 травня 2012. Процитовано 5 грудня 2013.
- PabMed США. Архів оригіналу за 11 жовтня 2015. Процитовано 5 грудня 2013.
- Застосування методів психотерапії при захворюваннях гапатобіларної системи у дітей / В. А. Скумін // Педиатрія, акушерство i гінекологія. — 1985. — № 4 (292). — C. 9 -11 [Архівовано 4 березня 2017 у Wayback Machine.]
- Психопрофилактика и психотерапия в кардиохирургии. — Київ: Здоров'я, 1985. — 72 с.
- Значение медицинской психологии и психотерапии в повышении эффективности лечения и диспансеризации детей с хроническими заболеваниями пищеварительной системы. Республиканский межведомственный сборник МЗ УССР, выпуск 17. — Київ: Здоров'я, 1986, с.59 — 63.
- Анализ потенциалов мозга в аспекте теории относительности. Республиканский междуведомственный научно-технический сборник, выпуск 43. — Харьков: Вища школа, 1989, с. 102—107.
- Культура здоров'я — наука майбутнього // Березіль. — 1995. — № 7-8. — С. 148-162. — ISSN 0130-1608.
- Культура здоровья: избранные лекции. — Чебоксары, 2002. — 262 с. — (Библиотека культуры здоровья. Серия «Избранные лекции профессора В. А. Скумина») ISBN 5-88167-019-1 [Архівовано 17 вересня 2016 у Wayback Machine.]